# Diapterobates rostralis
Diapterobates rostralis är en kvalsterart som beskrevs av Shaldybina 1971. Diapterobates rostralis ingår i släktet Diapterobates och familjen Humerobatidae. Inga underarter finns listade i Catalogue of Life.